# Moulay Bouzerktoun
Moulay Bouzerktoun (en árabe: مولاي بوزرقطون , en bereber: ⵎⵄⵓⵍⴰⵢ ⴱⵄⵓⵣⴰⵔⴽⵜⵄⵓⵏ), también conocido por la antigua denominación de Moula-Dorain (en árabe: مولى دورين , en bereber: ⵎⵄⵓⵍⴰ ⴷⵄⵔⴰ) que proviene de 2 ferias que se hacían al año. A la fecha junio de 2018, aún se sigue celebrando en abril una de ellas, conocida como Musem Ragraga. Moulay es un pequeño pueblo pesquero situado en la costa occidental atlántica en la provincia de Essaouira, a 25 km al norte de Essaouira en la región de Marrakech-Tensift-Al Hauz. Marruecos. De acuerdo con el censo de 2004 tiene una población de unas 6069 persona.

## Historia
Los habitantes del pueblo de Moulay Bouzerktoun provienen de otras regiones para refugiarse de las guerras y en busca de alimentarse. Aquí encontraron el mar. Formaron grupos e iban pescando por la costa entre Moulay y Essaouira.
La agricultura y la ramaderia también tuvieron su importancia juntamente con la pesca, lo que cosechaban lo transportaban sobre sus mulas o a pie hacia el souko de Essaouira para ganar su sustento.
Moulay lo formaban unas 15 familias, estas eran las primeras familias nativas. Y con el tiempo muchos se casaron con sus parientes y esto implicó que la composición de la gran mayoría de los habitantes es familiar. 
Sobre los 70 la mayoría emigraron al sur de Marruecos, muchos al Sahara, donde había más pescado y allí, mejoraron su economía y así volvieron y continuaron su tradición pesquera. Finalmente todos regresaron a su pueblo natal, dónde crearon un pequeño puerto, compraron pequeños barcos de pesca, lanzaron sus redes al agua, y así pasó de generación en generación.

## Turismo

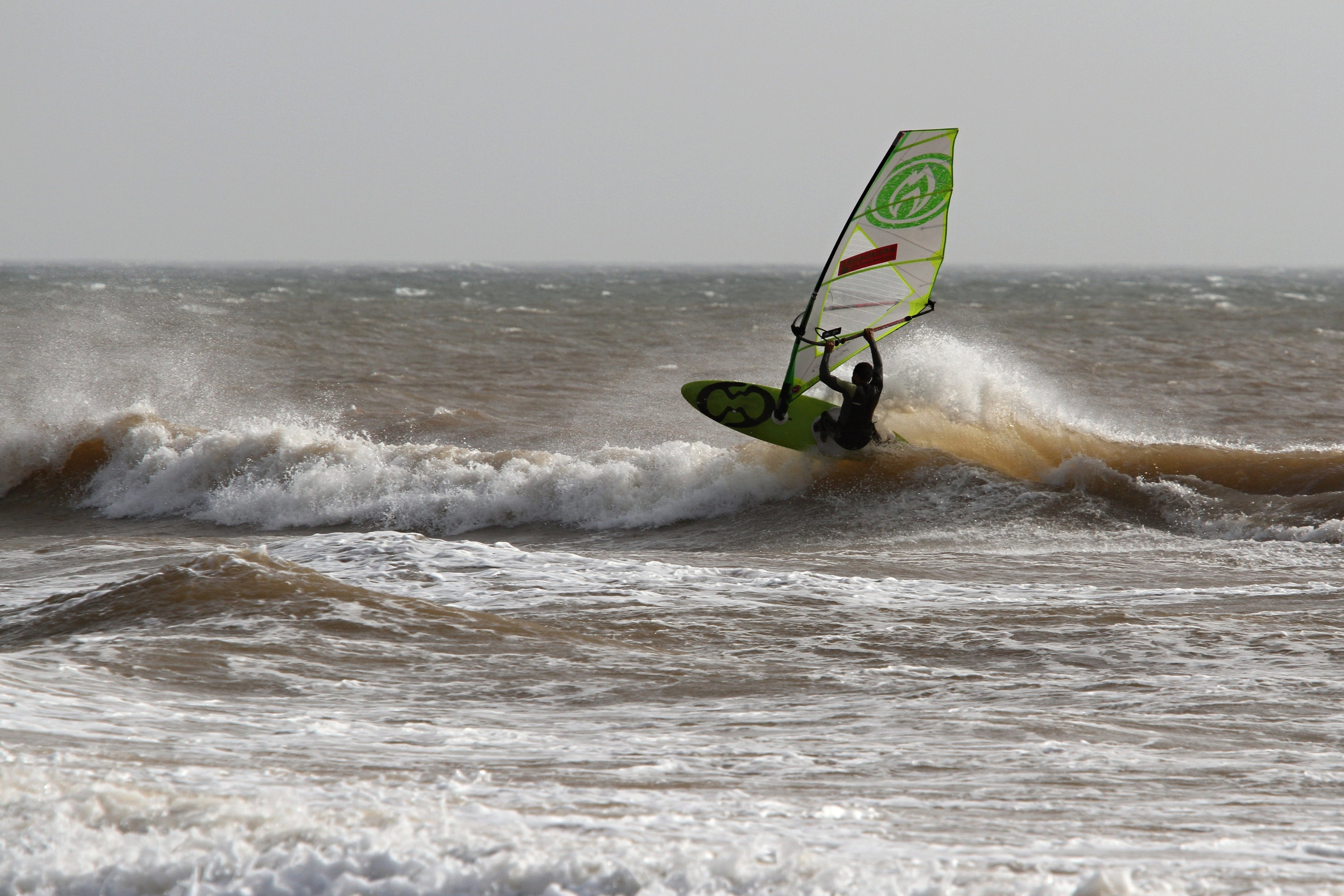
Windsurf en Moulay Bouzerktoun

Moulay Bouzerktoun se hizo mundialmente conocido por ser uno de los mejores lugares para practicar los deportes de windsurf, kitesurf y surf.
A partir de 1986 empezaron a llegar los primeros windsurfistas y descubrieron que es un punto clave para el windsurf. La gente del pueblo invitaba a éstos turistas al alojamiento hospitalariamente y a la comida sin ningún interés económico. 
En 1997 se organizó la primera competición llamada “Windsurf trilogy” donde participaron grandes figuras del mundo del windsurf. Llegaron otras competiciones mundiales como Windsurf Challenge, Wave Classic, AWT (American Windsurf Tour) y la PKRA (Campeonato del mundo de kitesurf) así sucesivamente. Gracias a esto se ha convertido en un spot de windsurf y de Kitesurf mundialmente conocido.
A pesar de la llegada del turismo y del paso de los años Moulay sigue siendo el “mismo”  no ha habido grandes cambios en las infraestructuras, de hecho, aún no hay una instalación íntegra del agua, ni colegios, ni centro de asistencia primaria, ni supermercados, ni bancos, ni cajeros, ni gasolineras, ni semáforos, ni señores con corbata…
Multitud de personas del pueblo se han visto obligadas a emigrar a otras ciudades sobre todo la última generación, jóvenes que por necesidades varias abandonan el pueblo buscando el bienestar. Este hecho migratorio es la causa principal de una disminución drástica de los habitantes de este pueblo. 

Actualmente la gente sigue viviendo principalmente del turismo, la pesca, y la ramaderia.

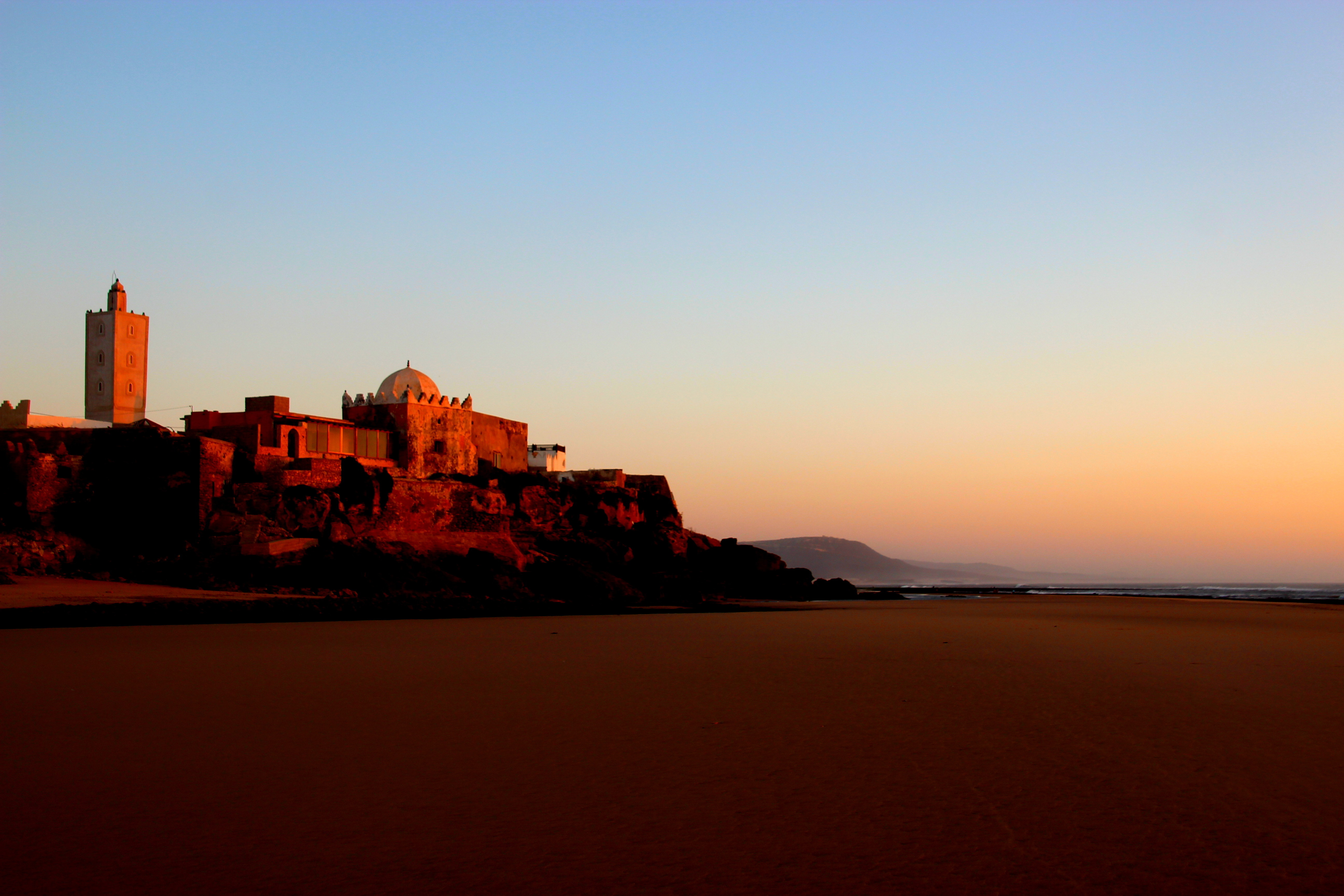
La mezquita de Moulay Bouzerktoun
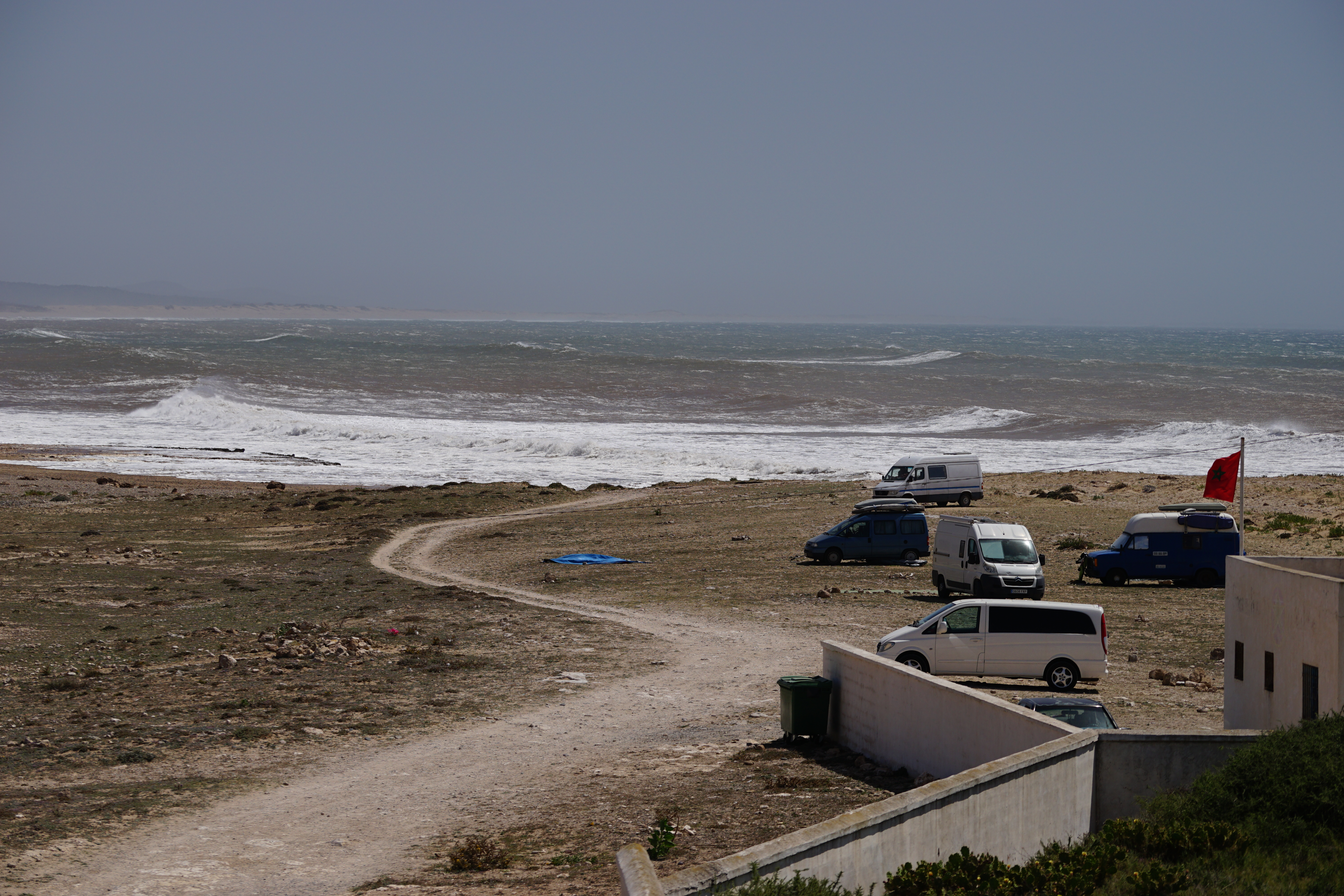
La playa de Moulay Bouzerktoun